# Seis Naciones M20 2022
El Seis Naciones M20 de 2022 fue la decimoquinta edición del torneo más importante de rugby en Europa para menores de 20 años.

## Equipos participantes
- Selección juvenil de rugby de Escocia (Escocia M20)
- Selección juvenil de rugby de Francia (Francia M20)
- Selección juvenil de rugby de Gales (Gales M20)
- Selección juvenil de rugby de Inglaterra (Inglaterra M20)
- Selección juvenil de rugby de Irlanda (Irlanda M20)
- Selección juvenil de rugby de Italia (Italia M20)

## Posiciones
| Pos. | Equipo     | Encuentros | Encuentros | Encuentros | Encuentros | Tantos  | Tantos    | Tantos     | Puntos Bonus | Puntos Totales |
| Pos. | Equipo     | jugados    | ganados    | empatados  | perdidos   | a favor | en contra | diferencia | Puntos Bonus | Puntos Totales |
| ---- | ---------- | ---------- | ---------- | ---------- | ---------- | ------- | --------- | ---------- | ------------ | -------------- |
| 1    | Irlanda    | 5          | 5          | 0          | 0          | 210     | 65        | 145        | 7            | 27             |
| 2    | Francia    | 5          | 4          | 0          | 1          | 160     | 86        | 74         | 4            | 20             |
| 3    | Inglaterra | 5          | 2          | 0          | 3          | 133     | 112       | 21         | 5            | 13             |
| 4    | Italia     | 5          | 3          | 0          | 2          | 87      | 113       | −26        | 1            | 13             |
| 5    | Gales      | 5          | 1          | 0          | 4          | 80      | 183       | −103       | 2            | 6              |
| 6    | Escocia    | 5          | 0          | 0          | 5          | 72      | 183       | −111       | 1            | 1              |

Nota: Se otorgan 4 puntos al equipo que gane un partido, 2 al que empate y 0 al que pierda
Puntos Bonus: 1 punto por convertir 4 tries o más en un partido y 1 al equipo que pierda por no más de 7 tantos de diferencia
3 puntos extras si un equipo logra el Gran Slam

## Resultados

### Primera fecha
| 4 de febrero | Irlanda | 53 - 5  | Gales |  |  |
|              |         | Reporte |       |  |  |

| 4 de febrero | Escocia | 24 - 41 | Inglaterra |  |  |
|              |         | Reporte |            |  |  |

| 4 de febrero | Francia | 41 - 15 | Italia |  |  |
|              |         | Reporte |        |  |  |

### Segunda fecha
| 11 de febrero | Italia | 6 - 0   | Inglaterra |  |  |
|               |        | Reporte |            |  |  |

| 11 de febrero | Gales | 26 - 13 | Escocia |  |  |
|               |       | Reporte |         |  |  |

| 11 de febrero | Francia | 16 - 17 | Irlanda |  |  |
|               |         | Reporte |         |  |  |

### Tercera fecha
| 25 de febrero | Inglaterra | 43 - 14 | Gales |  |  |
|               |            | Reporte |       |  |  |

| 25 de febrero | Escocia | 17 - 30 | Francia |  |  |
|               |         | Reporte |         |  |  |

| 25 de febrero | Irlanda | 39 - 12 | Italia |  |  |
|               |         | Reporte |        |  |  |

### Cuarta fecha
| 10 de marzo | Gales | 15 - 47 | Francia |  |  |
|             |       | Reporte |         |  |  |

| 11 de marzo | Italia | 27 - 13 | Escocia |  |  |
|             |        | Reporte |         |  |  |

| 12 de marzo | Inglaterra | 27 - 42 | Irlanda |  |  |
|             |            | Reporte |         |  |  |

### Quinta fecha
| 20 de marzo | Gales | 20 - 27 | Italia |  |  |
|             |       | Reporte |        |  |  |

| 20 de marzo | Irlanda | 59 - 5  | Escocia |  |  |
|             |         | Reporte |         |  |  |

| 20 de marzo | Francia | 26 - 22 | Inglaterra |  |  |
|             |         | Reporte |            |  |  |

| Bandera de Irlanda |
| Campeón Irlanda    |
| Tercer título      |